# Pessocosma
Pessocosma là một chi bướm đêm thuộc họ Crambidae.

## Các loài
- Pessocosma bistigmalis (Pryer, 1877)
- Pessocosma iolealis (Walker, 1859)
- Pessocosma peritalis Hampson, 1899
- Pessocosma prolalis (Viette & Legrand in Viette, 1958)